# Ischnopteris costiplaga
Ischnopteris costiplaga är en fjärilsart som beskrevs av Paul Dognin 1911. Ischnopteris costiplaga ingår i släktet Ischnopteris och familjen mätare. Inga underarter finns listade i Catalogue of Life.